# Boldrino Paneri
Giacomo Paneri, sedermera kallad Boldrino da Panicale, född 1331 i Panicale i Umbrien i Italien, död 1391, var en känd, omdiskuterad, fruktad, älskad och hatad legosoldat. Redan som ung visade Boldrino mod och beslutsamhet när han hämnades faderns död. Därefter flydde han undan rättvisan genom att ta värvning i en legoarmé. Under långa perioder bestod Italien av småstater, varje stad utgjorde ofta en egen stat och dessa var ofta i krig med varandra. Det var vanligt att legosoldaterna sålde sina tjänster till den herre som betalade bäst. För att avrunda sin lön plundrade de ofta allt de kom åt. Legosoldaterna var fruktade för sin råhet och grymhet.
Boldrino satte upp en egen armé, sålde sina tjänster och det påstås att han alltid fick betalning i förskott från de fria kommunerna mot löfte att inte plundra dem. Boldrino steg fort i graderna och blev så småningom general för de påvliga trupperna under både Gregorius XI och Urban VI. År 1373 skänktes Panicale av kejsaren Karl IV till greven av Toscana, Wilhem av Beauforts. Boldrino befriade Panicale mot denne och kämpade mot Perugias tyranni. Men senare kom han också att rädda Perugia från en mycket svår belägring. Som ett tack överlämnade Perugias myndigheter stadens nycklar till Boldrino, en händelse som med skicklighet avbildats av målaren Mariano Piervittori på den ridå som pryder Panicales stadsteatern. Boldrino, älskad och beundrad, var även hatad och avundad. Han lönnmördades av en bror till antipåven Bonifatius IX. Hans trupper vredgades av missgärningen och spred därmed död och förödelse. De tog med sig urnan med Boldrinos kvarlevor till alla de slag de fortsatte att utkämpa och vann. Närvaron av ledarens reliker stärkte tydligen soldaternas stridsmoral. Efter tre år begravdes urnan och armén upplöstes. Boldrinoepoken var över, men hans minne lever kvar än idag.

## Boldrinos vapenmärke
Boldrinos originella vapenmärken finns i Panicale på den husvägg som vetter mot den smala gränden Via Paneri. Det är oklart om vapnet med de sex kullarna tillhörde Boldrino. Enligt en tolkning lär de symbolisera Panicale. De stiliserade sex kullarna är disponerade på samma sätt som i Panicales kommun (Montalera, Mongiovino, Montiano, Cereseto, Gioveto och Panicale). Det finns ett träd på toppen, som står för de skogar som omger området, men enligt en annan tolkning är det hirskolven (panico), som enligt en medeltida sägen har gett namn åt Panicale. Troligast är att det är en körsbärskornell. Vapnet lär ha tillhört familjen Della Cornia som under en period bodde i detta palats. Vapnet med hästskon och spiken var riddarnas vapen. Hästskon var en symbol för den trojanska hästen som orsakade Trojas fall och syftar på alla fienders fall. Spiken är en amulett som skyddar mot skadlig påverkan. Boldrino fick detta vapen av staden Perugia i egenskap av befälhavare för stadens trupper. Att det verkligen är hans vapen bekräftas av bokstaven B. Det tredje vapnet, som här finns i två upplagor, ser ut som ett lustigt trafikljus på tvären. Det är egentligen en stiliserad bricka med tre bröd, familjen Paneris vapen. Boldrino härstammade från en förmögen bagarsläkt (Paneri betyder bagare).